# Tata Zest
Pour les articles homonymes, voir Zest.
La Tata Zest est un modèle de berline compacte produite par le constructeur automobile indien Tata Motors, dévoilé à l'Auto Expo de 2014 avec sa version à hayon, la Tata Bolt. L'automobile a été lancée sur le marché indien le 12 août 2014 et elle était construite dans l'usine de Ranjangaon. Les ventes de la Zest prennent fin en avril 2019.

## Description
La Tata Zest est disponible en versions essence et diesel ; le moteur diesel Quadrajet 1,3L provenant de Fiat déjà utilisé sur l'Indica Vista et Manza et la version essence de est propulsé par un moteur Revotron 1,2 litre turbocompressé de 90 cv. Tous sont équipés d'une transmission manuelle à 5 vitesses, avec l'option d'une boîte manuelle automatisée sur les versions diesel.
Cinq finitions étaient disponibles ; XE, XM, XMA, XMS et XT.

## Marchés internationaux
La Zest était disponible en Afrique du Sud en 2015 par l'importateur et distributeur Associated Motor Holdings (AMH) sous la nomination de Tata Bolt, portant ainsi le même nom que sa version à hayon,.
Tata Motors avait également lancé la Zest au Népal, vendu par l'intermédiaire de Sipradi Trading Pvt. Ltd., le distributeur de la marque du pays.